# Samuel Khachikian

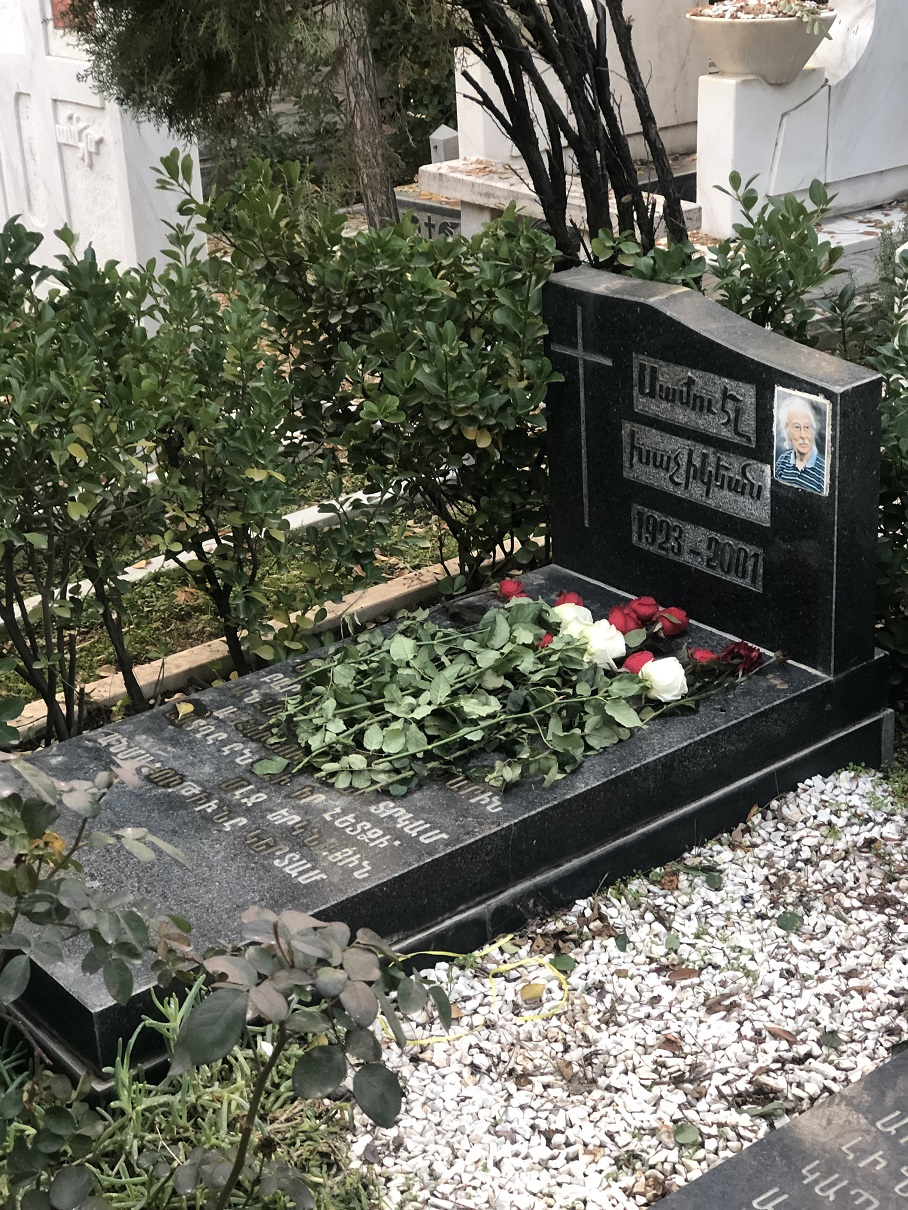

Samuel Khachikian, noto anche con lo pseudonimo di Iran Hitchcock (in persiano: ساموئل خاچیکیان; Tabriz, 22 ottobre 1923 – Teheran, 22 ottobre 2001), è stato un regista, produttore cinematografico, compositore e scrittore iraniano.

## Biografia
Samuel Khachikian (Սամուէլ Խաչիկեան) è nato nella famiglia armena di Tabriz

## Filmografia

### Regista
- Bazgasht (1953)
- Dokhtari az Shiraz (1954)

- Khoon va sharaf (1955)
- Chahar-rahe havades (1955)
- Shab-neshini dar jahannam (1956)
- Toofan dar shahre ma (1958)
- Ghasede behesht (1958)
- Tapehe eshq (1959)
- Faryade nimeshab (1961)
- Yek ghadam ta marg (1961)
- Delhoreh (1962)
- Zarbat (1964)
- Sarsam (1965)
- Esyan (1966)
- Khodahafez Tehran (1966)
- Bi eshgh hargez (1966)
- Man ham gerye kardam (1968)
- Jahannam-e sefid (1968)
- Hengameh (1968)
- Babre mazandaran (1968)
- Na'reye toofan (1969)
- Ghesseye shab-e Yalda (1970)
- Divar-e shishei (1971)
- Boose bar labhaye khoonin (1973)
- Marg dar baran (1975)
- Ezterab (1976)
- Koose-ye jonoob (1978)
- Enfejar (1980)
- Balash (1983)
- Yoozpalang (1985)
- Oghab-ha (1985)
- Ashianeye mehr, co-regia di Jalal Moghadam (1987)
- Chavosh (1990)
- Mardi dar ayene (1992)
- Bolof (1994)